# Compuesto de cubo y octaedro
| Compuesto de cubo y octaedro | Compuesto de cubo y octaedro |
| ---------------------------- | ---------------------------- |
|                              |                              |
| Tipo                         | Compuesto                    |
| Diagrama de Coxeter-Dynkin   | ∪                            |
| Núcleo de la estelación      | Cuboctaedro                  |
| Envolvente convexa           | Rombododecaedro              |
| Índice                       | W43                          |
| Poliedros                    | 1 octaedro 1 cubo            |
| Caras                        | 8 triángulos 6 cuadrados     |
| Aristas                      | 24                           |
| Vértices                     | 14                           |
| Grupo de simetría            | Octaédrico (Oh)              |

El compuesto de cubo y octaedro puede verse como la estelación de un poliedro o como un poliedro compuesto.

## Construcción
Las 14 coordenadas cartesianas de los vértices del compuesto son:
6: (±2, 0, 0), ( 0, ±2, 0), ( 0, 0, ±2)
8: (±1, ±1, ±1)

## Como un compuesto
Puede verse como el compuesto de un octaedro y de un cubo. Es uno de los cuatro compuestos construidos a partir de un sólido platónico o de un sólido de Kepler-Poinsot y su dual.
Tiene simetría octaédrica (Oh) y comparte los mismos vértices que un rombododecaedro.
Esto puede verse como el equivalente tridimensional del "octagrama", el compuesto de dos cuadrados ({8/2}); esta serie continúa hasta el infinito, siendo el equivalente en cuatro dimensiones el compuesto de teseracto y 16-celdas.
| Un cubo y su octaedro dual | La intersección de ambos sólidos es el cuboctaedro, y su envolvente convexa es el rombododecaedro. |

## Como una estelación
También es la primera estelación del cuboctaedro, y como tal figura en el índice de modelos de Wenninger con el número 43.
Se puede ver como un cuboctaedro con pirámides agregadas a cada cara triangular.
Las caras de la estelación para construir la figura son: